# Mizo
Cet article concerne la langue. Pour l’article homophone, voir Miso. Pour les autres significations, voir Mizo (homonymie).
Le mizo (ou lushai) est une langue tibéto-birmane parlée dans l'État du Mizoram, en Inde, ainsi que dans les États voisins de l'Assam et du Manipur par environ 540 000 Mizo. Une petite partie d'entre eux vit en dehors de l'Inde, en Birmanie et au Bangladesh.

## Classification interne
À l'intérieur des langues tibéto-birmanes, le mizo fait partie du sous-groupe central des langues kuki-chin.

## Phonologie
Les tableaux montrent l'inventaire des phonèmes consonantiques et vocaliques du dialecte du Nord du mizo.

### Voyelles
|         | Antérieure | Centrale | Postérieure |
| ------- | ---------- | -------- | ----------- |
| Fermée  | i [i]      |          | u [u]       |
| Moyenne | e [e]      |          | o [o]       |
| Ouverte |            | a [a]    |             |

### Consonnes
|            |               | Labiales | Dentales | Alvéolaires | Alvéolaires | Dorsales | Glottales |
| ---------- | ------------- | -------- | -------- | ----------- | ----------- | -------- | --------- |
| Centrales  | Latérales     | Labiales | Dentales | Vélaires    |             |          | Glottales |
| Occlusives | Sourdes       | p [p]    | t [t]    |             |             | k [k]    | ʔ [ʔ]     |
| Occlusives | aspirées      | ph [pʰ]  | th [tʰ]  |             |             | kh [kʰ]  |           |
| Occlusives | Sonores       | b [b]    | d [d]    |             |             |          |           |
| Affriquées | Sourdes       |          |          | ts [t͡s]     |             |          |           |
| Affriquées | aspirées      |          |          | tsh [t͡sʰ]   |             |          |           |
| Affriquées | Latérales     |          |          | tl [t͡l]     |             |          |           |
| Affriquées | Lat. aspirées |          |          | tlh [t͡lʰ]   |             |          |           |
| Affriquées | Battues       |          |          | tr [t͡r]     |             |          |           |
| Affriquées | Bat. aspirées |          |          | trh [t͡rʰ]   |             |          |           |
| Fricatives | sourdes       | f [f]    | s [s]    |             |             |          | h [h]     |
| Fricatives | sonores       | v [v]    | z [z]    |             | l [l]       |          |           |
| Nasales    | Simples       | m [m]    | n [n]    |             |             | ŋ [ŋ]    |           |
| Nasales    | aspirée       | hm [ʰm]  | hn [ʰn]  |             |             | hŋ [ʰŋ]  |           |
| liquide    | Simples       |          |          | r [r]       | l [l]       |          |           |
| liquide    | aspirée       |          |          | hr [ʰr]     | lh [ʰl]     |          |           |
| liquide    | Glottales     |          |          | rʔ [rʔ]     | lʔ [lʔ]     |          |           |

### Tons
Le mizo est une langue tonale qui possède quatre tons : haut, bas, descendant et montant. Deux tons supplémentaires sont réduits et ont les qualités hautes et basses.

## Source
- (en) Alfons Weidert, 1975, Component Analysis of Lushai Phonology, Amsterdam Studies in the Theory and History of Linguistic Science, Series IV - Current Issues in Linguistic Theory, volume 2, Amsterdam: John Benjamins B.V..